# Flottweg

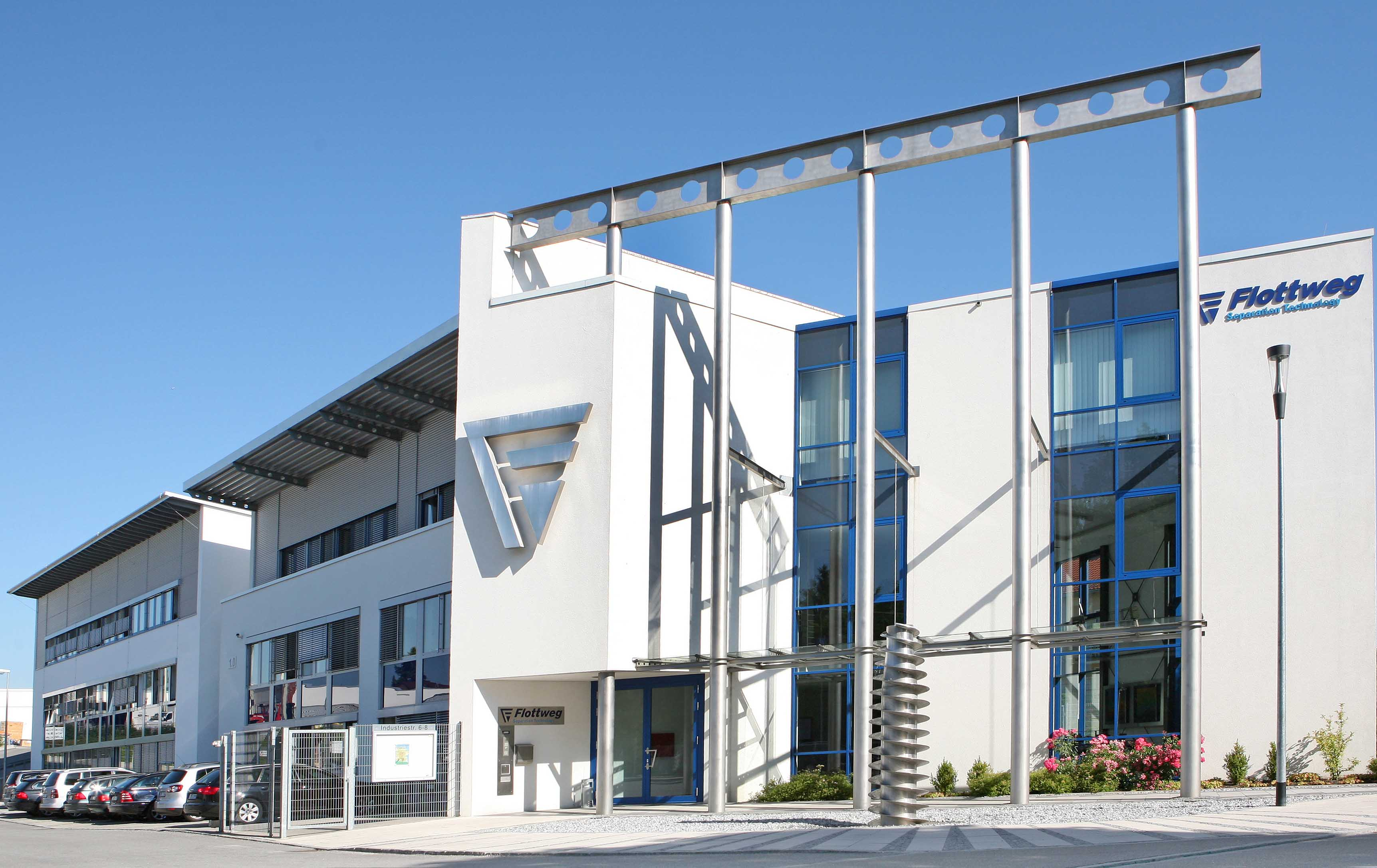
Hoofdkantoor van Flottweg

Flottweg was een historisch merk van motorfietsen, en is tegenwoordig een producent van centrifuges en bandpersen.

## Geschiedenis
In 1911 wordt Flottweg in München opgericht als Gustav Otto Flugmaschinenwerke door Gustav Otto. In 1916 gaat dit bedrijf samen met Bayerische Flugzeugwerke, dit wordt gezien als de geboorte van het latere Bayerische Motorenwerke oftewel BMW. In 1918 start Otto een nieuwe fabriek onder de naam Flottweg en start de productie van motoren en motorfietsen met de naam Flottweg (Duits voor 'vlot weg').
Omdat het economische tij tegenzit lopen de zaken voor Otto niet goed en in 1932 weet Dr. Georg Bruckmayer, een gynaecoloog uit München, de rechten van Flottweg te bemachtigen en start Flottweg-Motoren-Werke. In 1933 wordt gestart met de productie en distributie van Flottweg-motorfietsen en vliegtuigmotoren en onderdelen voor vliegtuigmotoren. In 1937 ging het bedrijf Otto Motorenwerke over in handen van BMW. In 1943 moet Flottweg vanwege de hevige bombardementen door de geallieerden op de Duitse industrie verhuizen van München naar Vilsbiburg.
Na de Tweede Wereldoorlog moet Flottweg, net als zoveel andere Duitse ondernemingen, haar activiteiten staken omdat oorlogsindustrie verboden werd. Noodgedwongen werd gezocht naar andere productieactiviteiten om de 2.000 werknemers aan het werk te houden. Tijdelijk heeft men zich gericht op precisieapparatuur voor drukkerijen.
Later werd gestart met de productie van industriële decanteercentrifuges, in 1956 werd de eerste afgeleverd aan BASF.
Flottweg maakte 119cc-clip-onmotoren die boven het voorwiel gemonteerd moesten worden. Daarna kwamen er ook Flottweg-motorfietsen met eigen 183- en 246cc-kopklepmotoren en in 1928 ook 346cc-modellen met JAP-motor.
Na een onderbreking rond 1930 werden in 1933 weer 198cc-motorfietsen met eigen motorblok gemaakt.
Flottweg bestaat anno 2008 nog steeds en is toonaangevend in de productie van industriële centrifuges en bandpersen. De hoofdzetel van Flottweg is in Vilsbiburg nabij München en is in handen van de familie Bruckmayer.
In mei 2008 is het 75-jarige bestaan, vanaf de productiestart onder de naam Flottweg-Motoren-Werke, van Flottweg groots gevierd.
Een Nederlandse vestiging van Flottweg is gevestigd in Heemstede, nabij Haarlem. De Nederlandse vestiging beschikt tevens over serviceafdeling en een filtratiedivisie die in de gehele Benelux actief is.